# FAILBOX
『FAILBOX』（フェイルボックス）は、日本のミュージシャン奥田民生の初のミニ・アルバムであり、3枚目のオリジナル・アルバム。1997年6月9日にLP盤が先行発売され、1997年7月1日にCDが発売された。発売元はSony Records。

## 概要
『29』のレコーディングに参加したニューヨークのミュージシャンが再び参加。タイトルは直訳すると「失敗箱」だが、これはジャケット写真にもなっているレコーディング中に行った「口ぐせを言ったら罰金」という遊びで罰金入れにしていたドラムシェルを指している。
音楽評論家渋谷陽一がライナーノーツを寄せている。
奥田のソロ作品で初めてアナログ盤が発売された。ジャケットがCDと微妙に異なっている（バックの色がCDは緑、アナログは黒）。
2007年12月19日に完全生産限定盤、紙ジャケット仕様で再発。

## 収録曲
| 全作詞・作曲・編曲: 奥田民生。 |                              |          |            |      |
| #                              | タイトル                     | 作詞     | 作曲・編曲 | 時間 |
| 1.                             | 「カヌー」                   | 奥田民生 | 奥田民生   | 5:01 |
| 2.                             | 「MILLEN BOX」               | 奥田民生 | 奥田民生   | 4:26 |
| 3.                             | 「野ばら」                   | 奥田民生 | 奥田民生   | 2:48 |
| 4.                             | 「ロボッチ」                 | 奥田民生 | 奥田民生   | 3:42 |
| 5.                             | 「陽」                       | 奥田民生 | 奥田民生   | 4:58 |
| 6.                             | 「それはなにかとたずねたら」 | 奥田民生 | 奥田民生   | 5:06 |
| 合計時間:                      | 合計時間:                    | 26:01    |            |      |

### 曲解説
1. カヌー
『奥田民生・カバーズ』で斉藤和義がカバーしている。
2. MILLEN BOX
3. 野ばら
シングルではないがPVが存在しており、音楽番組でもこの曲を演奏した。
2001年のファン投票では2位[1]、2006年のファン投票では1位と人気の高い曲である[2]。
『奥田民生・カバーズ』でGLAYがカバーしている。
4. ロボッチ
当時はまっていた谷岡ヤスジの作品の世界観に影響を受けて作った楽曲。なお、実際にこの時期、ツアーグッズのデザインを谷岡に依頼している。
ライブバージョンが、シングル「恋のかけら」のカップリング曲として収録されている。
5. 陽
NHK時代劇「新・半七捕物帳」エンディングテーマ。
歌詞中の「二人」とはPUFFYのことであり、二人へのメッセージが込められている[3]。また歌詞に「一人ずつ出来るだろう」とあるが、今作とほぼ同時期にPUFFYの二人がソロシングルを発売している。
6. それはなにかとたずねたら

## 参加ミュージシャン
- 奥田民生 - ボーカル, バッキング・ボーカル (#1, 3, 4, 5) , ギター
- スティーヴ・ジョーダン - ドラムス, パーカッション (#3, 5, 6)
- チャーリー・ドレイトン - ベース, バッキング・ボーカル (#2)
- ワディ・ワクテル - ギター
- バーニー・ウォーレル - キーボード
- クリスピン・シオー - サクソフォーン (#4)
- ケン・フラッドリー - トランペット (#4)